# Hitokiri
„Die vier Hitokiri der Bakumatsu-Zeit“ (japanisch 幕末四大人斬り Bakumatsu shidai hitokiri) war eine Bezeichnung für vier Samurai des Bakumatsu, am Ende des Tokugawa-Shogunats in der Edo-Zeit der japanischen Geschichte.

## Hintergrund
Die vier Samurai richteten sich gegen das Tokugawa-Shogunat und unterstützten später den Kaiser Meiji. Sie arbeiteten meistens in hohen Ämtern und waren Attentäter. Ihre Aufgabe lag darin, alle Feinde ihrer Sache zu töten. Die Hitokiri lebten zunächst verborgen, niemand wusste von ihnen. Erst nach Meiji 11 (1878) wurden sie bekannt gemacht, denn sie kämpften nun öffentlich gegen die Shinsengumi. Die Wortbedeutung von hitokiri ist „Menschentöter“, es ist aus den Wortteilen japanisch 人 hito = „Mensch“ und japanisch 斬り kiri oder als Verb kiru = „schneiden, zerteilen“ mit einem Messer oder Schwert zusammengesetzt. Sie wurden auch „die vier Schlächter“ oder „die himmlische Rache an den Feinden der kaiserlichen Restauration“ genannt. Die meisten von ihnen kamen aus den Han Chōshū und Satsuma, die in dieser Zeit gegen das Bakufu-Regime eingestellt waren.
Ihre Namen waren Kawakami Gensai (河上彦斎, 1834–1871), Nakamura Hanjiro (1838–1877, auch bekannt als Kirino Toshiaki), Tanaka Shimbē (田中新兵衛) und Okada Izō (岡田 以蔵, 3. Juni 1838–1865).

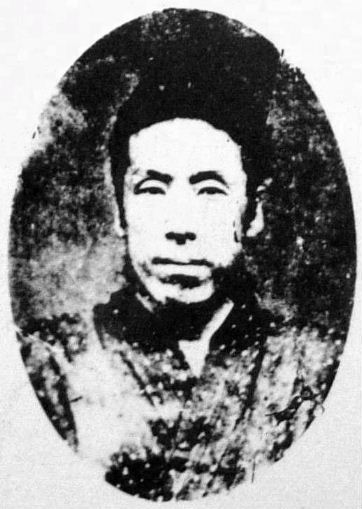
Fotografie von Toshiaki Kirino/Nakamura Hanjiro (1838–1877)
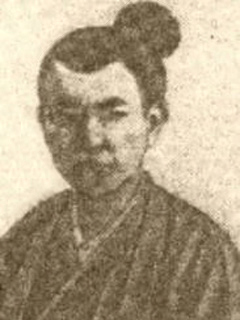
Lithografie von Kawakami Gensai (1834–1871)

## Rezeption
- Hitokiri ist ein 1969 gedrehter Film von Hideo Gosha mit Shintarō Katsu als Izo Okada.[7]
- Der Manga Rurouni Kenshin befasst sich ebenfalls mit den Hitokiri.[8]